# Holladay (Utah)
Holladay es una ciudad del condado de Salt Lake, estado de Utah, Estados Unidos. Según el censo de 2000 la población era de 14.561 Habitantes. Se estima que en 2004 había 19.311 habitantes. La ciudad fue incorporada el 29 de noviembre de 1999 como Holladay-Cottonwood. El nombre fue recortado el 14 de diciembre del mismo año. En el censo de 1990 aparece como Lugar designado por el Censo (Census-designated place o CDP) Holladay-Cottonwood.
- Datos: Q482520
- Multimedia: Holladay, Utah / Q482520